# Ginkgo huttonii
Ginkgo huttonii és una espècie extinta de ginkgo del Juràssic a Anglaterra.